# Live a Little, Love a Little
Live a Little, Love a Little (no Brasil, Viva Um Pouquinho, Ame Um Pouquinho), é um filme de comédia romântica de 1968, dirigido por Norman Taurog e protagonizado por Elvis Presley.
Live a Little, Love a Little é considerada a primeira e única comédia de Elvis com um enredo mais adulto, com conteúdo sexual e o cantor falando alguns palavrões. É marcada também pela presença da canção "A Little Less Conversation", que anos mais tarde faria sucesso em sua versão remix.

## Sinopse
Greg Nolan (Elvis Presley) é um fotógrafo que trabalha para dois clientes totalmente diferentes. Um é Mike Landsdown (Don Porter), dono da Classic Cat Magazine, empresa que trabalha com fotos sensuais de garotas. Outro é Louis Penlow (Rudy Vallee), dono de uma agência de publicidade de bom gosto, onde se fazem fotos clássicas.

## Elenco
- Elvis Presley: Greg Nolan
- Michele Carey: Bernice
- Don Porter: Mike Lansdown
- Rudy Vallee: Sr. Penlow
- Dick Sargent: Harry
- Sterling Holloway: leiteiro
- Celeste Yarnall: Ellen
- Eddie Hodges: garoto de entregas
- Joan Shawlee: mãe de Robbie
- Mary Grover: Srta. Selfridge